# Danmark i olympiska vinterspelen 1968
Danmark deltog i olympiska vinterspelen 1968. Truppen bestod av tre idrottare varav två var män och en var kvinna, de deltog alla i längdskidåkning.

## Resultat

### Längdskidåkning
- 15 km herrar
  - Svend Carlsen - 57
  - Apollo Lynge - 67
- 30 km herrar
  - Svend Carlsen - 53
  - Apollo Lynge - 62
- 5 km damer
  - Kirsten Carlsen - 34
- 30 km damer
  - Kirsten Carlsen - 32